# Mikołaj Słupski
Mikołaj Słupski herbu Leszczyc (ur. 1615, zm. 1691) – polski duchowny rzymskokatolicki, biskup pomocniczy wileński.

## Biografia
W październiku 1641 otrzymał święcenia prezbiteriatu.
3 czerwca 1669 papież Klemens IX mianował go biskupem pomocniczym wileńskim oraz biskupem in partibus infidelium gratianopolitańskim. 8 września 1669 przyjął sakrę biskupią z rąk biskupa wileńskiego Aleksandra Kazimierza Sapiehy.